# Équipe d'Irlande de Coupe Davis
L'équipe d'Irlande de Coupe Davis représente l'Irlande à la Coupe Davis. Elle est placée sous l'égide de la Fédération irlandaise de tennis.

## Historique
Créée en 1923, l'équipe d'Irlande de Coupe Davis a réalisé son meilleur résultat en 1936 en atteignant les demi-finales de la compétition. Elle ne comprend par l'Irlande du Nord qui joue dans l'Équipe de Grande-Bretagne de Coupe Davis.
En 1982, Sean Sorensen et Matt Doyle s'imposent face à la Suisse et participent pour la première au groupe mondial. Ils s'inclinent 3 à 2 contre les Italiens au premier tour puis contre les États-Unis en barrages.

## Joueurs de l'équipe
- James McGee
- Sam Barry
- Daniel Glancy
- David O'Hare
- James Cluskey